# Pierre Fernandez Diaz
Pierre Fernandez Diaz (Salonicco, 14 settembre 1897 – Meina, 23 settembre 1943) è stato un imprenditore greco naturalizzato italiano, vittima della Shoah.

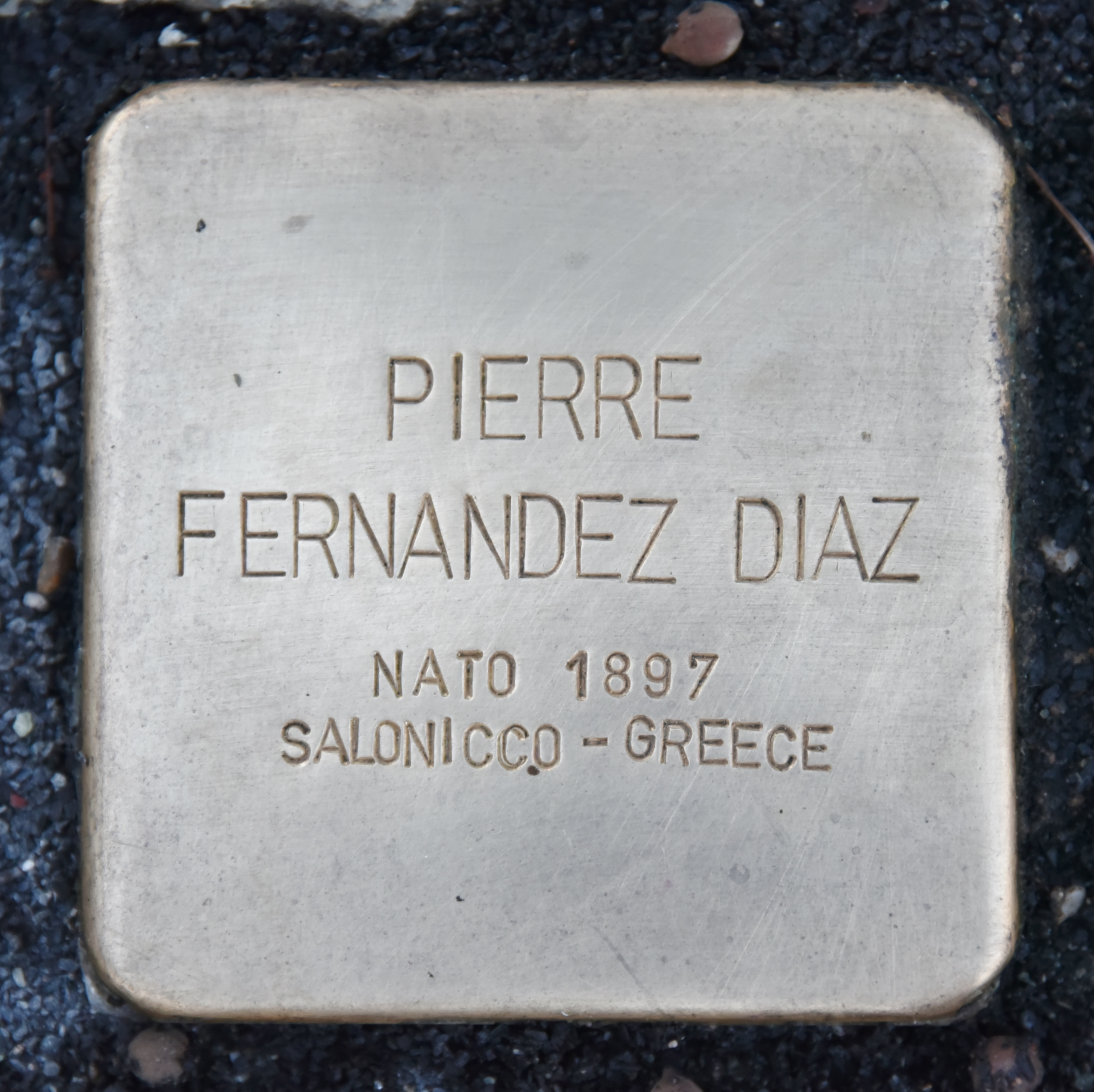
La pietra di inciampo dedicata a Pierre Fernandez Diaz collocata presso Piazzale Marconi a Meina nell'agosto 2015

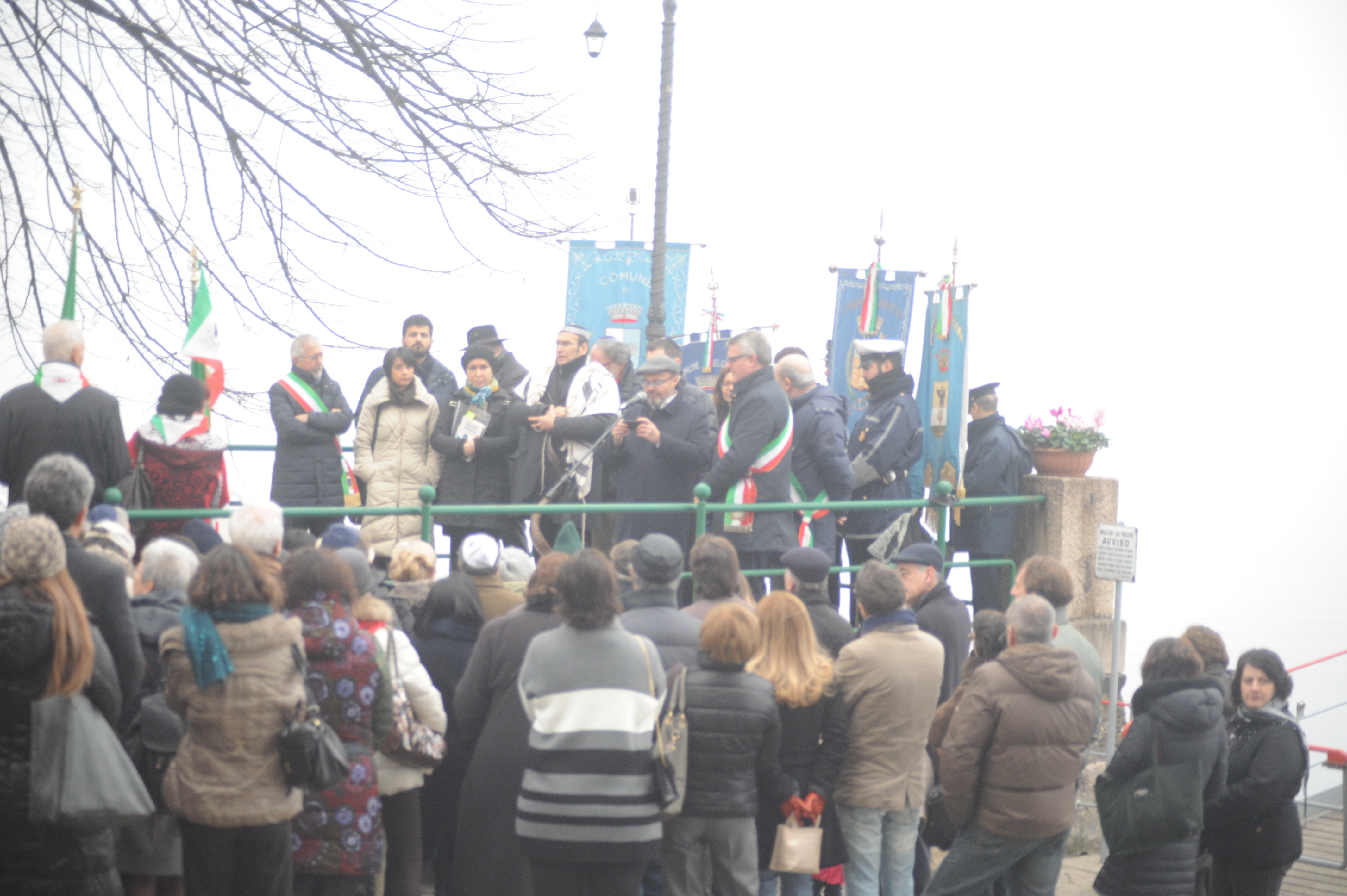
Immagine della cerimonia pubblica della posa delle prime tre pietre di inciampo per le vittime della strage di Meina, gennaio 2015

È una delle 16 vittime dell'eccidio di Meina dell'Olocausto del Lago Maggiore.

## Biografia
La famiglia Fernandez Diaz, ebrea di origine sefardita, stabilitasi a Salonicco nel XVIII secolo proveniente da Genova, era una delle più ricche e illustri della Grecia. Proprietaria di numerose attività industriali e commerciali fra cui il birrificio "Olympus", una fabbrica di gelati, fabbriche tessili e altri opifici, guidati dal capostipite Dino e dal figlio Pierre. La famiglia costruì e abitò una delle dimore più famose di Salonicco, la Villa Bianca (o Villa Fernandez), progettata dall'architetto Piero Arrigoni e oggi sede della pinacoteca municipale.
Temendo le persecuzioni dei tedeschi, Pierre nell'agosto del 1943 organizzò la fuga con tutta la famiglia da Salonicco occupata dalle truppe naziste, grazie all'aiuto dei consoli italiani a Salonicco Guelfo Zamboni e Giuseppe Castruccio che già in passato avevano provveduto alla loro protezione riconoscendoli cittadini italiani, e soprattutto del braccio destro del console Lucillo Merci, che li accompagnò a Venezia e da lì al lago Maggiore, ritenuto fino ad allora rifugio discretamente sicuro, dove alloggiarono al Grand Hotel di Meina, di proprietà dei Behar, una famiglia ebrea originaria di Istanbul, che si salvò solo grazie all'intercessione del governo turco, riparando in Svizzera. 
Pierre era padre di Jean (John), Robert e Blanchette Fernandez Diaz, le tre più giovani vittime della strage, cui dal 2009 è intitolata la scuola cittadina a Meina (NO), marito di Liliana Scialom e figlio di Dino Fernandez Diaz, anch'essi vittime della strage.Anche i cugini Raoul Torres e la moglie Valerie Nahoum furono tra le vittime. Sottoposti a fermo il 15 settembre 1943, tutti furono sommariamente uccisi nella notte fra il 22 e il 23 settembre. La Famiglia Fernandez Diaz fu il nucleo familiare più numeroso che rimase vittima delle stragi perpetrate dai nazifascisti nella zona degli eccidi del Lago Maggiore.
Conscio dei rischi che la popolazione ebraica residente nella zona del lago Maggiore stava correndo a seguito dell'armistizio e della successiva occupazione tedesca, cercò di attivarsi per prevenire il pericolo cercando l'aiuto di alcune autorità a Firenze e in altri luoghi, senza però successo. Riuscì invece a far allontanare alcuni ospiti e altre persone che li avevano aiutati e che sarebbero stati uccisi per la sola collaborazione prestata agli ospiti ebrei.
Nel 2015 l'artista tedesco Gunter Demnig ha dedicato ad ognuna delle 16 vittime di questa strage una Pietra di inciampo. Le pietre sono collocate in piazzale Marconi (imbarcadero) presso la cittadina di Meina (NO).

## Nei media
La sua figura, interpretata da Simone Colombari, insieme agli altri familiari, è fra i protagonisti (sotto il nome abbreviato di Pierre Fendez) del film Hotel Meina di Carlo Lizzani